# قسم فراغة الريفي (مقاطعة أبركوه)
قسم فراغة الريفي (بالفارسية: دهستان فراغه) هي قسم تقع في إيران في قسم. يقدر عدد سكانها بـ 3,102 نسمة .